# Pseudocolopteryx sclateri
El doradito copetón (en Venezuela, Paraguay, Uruguay y Argentina) (Pseudocolopteryx sclateri), también denominado doradito crestado (en Uruguay) o doradito encrestado (en Venezuela), es una especie de ave paseriforme de la familia Tyrannidae perteneciente al género Pseudocolopteryx. Es nativo de América del Sur y de Trinidad y Tobago.

## Distribución y hábitat
Se distribuye curiosamente de forma fragmentada en varios puntos de Venezuela, Trinidad y Guyana; en el norte de Bolivia, este, sureste y sur de Brazil, y en un área más extensa que va desde el centro oeste de Brasil (desde el sur de Mato Grosso), centro de Paraguay, suroeste de Brasil, noroeste de Uruguay y este de Argentina (al sur hasta la margen del Río de la Plata en el noreste de Buenos Aires).
Esta especie es generalmente rara y local en sus hábitats naturales, los pantanos y arbustales adyacentes, principalmente del Pantanal, por debajo de los 300 m de altitud.

## Sistemática

### Descripción original
La especie P. sclateri fue descrita por primera vez por el ornitólogo francés Émile Oustalet en 1892 bajo el nombre científico Anaeteres sclateri; su localidad tipo es: «Chile, error; sugerido provincia de Buenos Aires».

### Etimología
El nombre genérico femenino «Pseudocolopteryx» se compone de la palabra del griego «pseudos» que significa ‘falso’, y de «Colopteryx», que es un género obsoleto de atrapamoscas pigmeos (Ridgway, 1888); y el nombre de la especie «sclateri» conmemora al zoólogo británico Philip Lutley Sclater (1829–1913).

### Taxonomía
Las poblaciones aisladas del norte del continente descritas como la subespecie P. s. striaticeps con base en la mandíbula inferior más pálida, pero esto es aparentemente una característica de los inmaduros, y, por lo tanto, considerada inválida. Es monotípica.